# Папавница
Папавница (на македонска литературна норма: Папавница) е село в източната част на Северна Македония, община Радовиш.

## География
Селото се намира в планината Смърдеш, югоизточно от общинския център Радовиш.

## История
В XIX век Папавница е село в Радовишка кааза на Османската империя. Според статистиката на Васил Кънчов („Македония. Етнография и статистика“) от 1900 година Папавница (Поповница) има 90 жители българи християни.
В началото на XX век християнското население на селото е под върховенството на Българската екзархия. По данни на секретаря на екзархията Димитър Мишев („La Macédoine et sa Population Chrétienne“) през 1905 година в Папавница (Papavnitza) има 96 българи екзархисти.
При избухването на Балканската война в 1912 година 3 души от селото са доброволци в Македоно-одринското опълчение.
След Междусъюзническата война в 1913 година селото остава в Сърбия.

## Личности
Родени в Папавница
- Мате Нойков, български революционер, деец на ВМОРО, загинал преди 1918 г.[4]